# Rhinosimus nitens
Rhinosimus nitens là một loài bọ cánh cứng trong họ Salpingidae. Loài này được Leconte miêu tả khoa học năm 1866.